# الحمیدی اندلسی
ابوعبدالله محمد بن ابی نصر فتوح بن عبدالله بن فتوح بن حمید بن یاسیل که بیشتر با نام الحمیدی الصابونی شناخته می‌شود، محقق عرب اندلسی قرن ۱۱ میلادی در تاریخ و مطالعات اسلامی بود.
اثر مهم او جذوة المقتبس فی ذکر ولاة الاندلس منبع اصلاعات ارزشمندی در مورد بزرگان اندلس است.

## زندگی
خانواده اش از قبیله عضد اهل یمن بودند. بر اساس دایرةالمعارف اسلام، پدرش در الرصافه،  قرطبه به دنیا آمد. به دلیل درگیری‌های داخلی پدر به جزیره مایورکا نقل مکان کرد.
حمیدی در اسپانیا شاگرد ابن عبدالبر و دوست ابن حزم بود که نظرات ظاهری خود را از او گرفت.
به دلیل آزار و اذیت ظاهریان توسط مالکیان در ۱۰۵۶ از اسپانیا رفت. در ابتدا به مکه رفته حج به جا آورد سپس به تونس، مصر و دمشق برای تحصیل در رشته حدیث رفت. وی با نسخه‌های خطی نوشته شده در ادوار مختلف کار می‌کرد و در زمینه‌های تاریخ، صرف و نحو عربی و فرهنگ‌شناسی از دانشمندان برجسته‌ بود.
سرانجام در بغداد اقامت گزید و در این شهر نیز درگذشت.
مهمترین کتاب او جذوة المقتبس فی ذکر ولاة الاندلس اولین اثری است که اطلاعاتی راجع به ابوالقاسم زهراوی و زریاب را در اختیار مورخین قرار داد.

## آثار
- الجمع بین الصحیحین البخاری ومسلم
- جذوة المقتبس فی ذکر ولاة الأندلس
- تفسیر غریب ما فی الصحیحین البخاری ومسلم
- أخبار وأشعار
- التذکرة
- الذهب المسبوک فی وعظ الملوک
- تسهیل السبیل علی علم الترسیل
- أدب الأصدقاء أو مخاطبات الأصدقاء
- المتشاکه فی أسماء الفواکه
- نوادر الأطباء
- ذم النمیمة
- تحفة المشتاق فی ذکر صوفیة العراق
- حفظ الجار
- جمل تاریخ الإسلام